# Las Vegas Ramblers 2021
Questa voce raccoglie le informazioni riguardanti i Las Vegas Ramblers nelle competizioni ufficiali della stagione 2021.

## Stagione
I Las Vegas Ramblers partecipano al loro primo campionato NVA, classificandosi al primo posto nell'American Conference, per poi raggiungere la finale dei play-off scudetto, sconfitti dagli OC Stunners.

## Organigramma societario
Area direttiva
- Presidente: Vincent Rodriguez
- Vicepresidente: Nick England

Area tecnica
- Allenatore: Vincent Rodriguez

## Rosa
| N° | Nome              | Ruolo | Data di nascita  | Nazionalità sportiva |
| -- | ----------------- | ----- | ---------------- | -------------------- |
| 1  | Tanner Maxwell    | P     | -                | Stati Uniti          |
| 2  | Sean Dennis       | C     | -                | Stati Uniti          |
| 3  | Max Osmundson     | S     | -                | Stati Uniti          |
| 4  | Trevor Robinson   | L     | -                | Stati Uniti          |
| 5  | Ryan Schickling   | S     | 24 gennaio 1996  | Stati Uniti          |
| 8  | Michael Keegan    | P     | 25 aprile 1997   | Stati Uniti          |
| 11 | Antwain Aguillard | C     | 22 agosto 1989   | Stati Uniti          |
| 12 | Quinn Peterson    | O     | -                | Stati Uniti          |
| 14 | Ryan Mather       | O     | 14 gennaio 1993  | Stati Uniti          |
| 15 | Steven Duhoux     | P     | -                | Stati Uniti          |
| 15 | Jordan Hoppe      | S     | 16 aprile 1997   | Stati Uniti          |
| 15 | Kevin López       | S     | 24 aprile 1995   | Porto Rico           |
| 20 | Brandon Rattray   | S     | 22 marzo 1998    | Stati Uniti          |
| 21 | Kyle Radecki      | S     | -                | Stati Uniti          |
| 25 | Mark Lane         | C     | -                | Stati Uniti          |
| 32 | Josh Duarte       | C     | -                | Stati Uniti          |
| 77 | Antonio Boucher   | S     | -                | Stati Uniti          |
| 99 | Ryan Manoogian    | L     | 26 novembre 1992 | Stati Uniti          |

## Statistiche

### Statistiche di squadra
| Competizione | Punti | In casa | In casa | In casa | In trasferta | In trasferta | In trasferta | Totale | Totale | Totale |
| Competizione | Punti | G       | V       | P       | G            | V            | P            | G      | V      | P      |
| ------------ | ----- | ------- | ------- | ------- | ------------ | ------------ | ------------ | ------ | ------ | ------ |
| NVA          | 19    | 0       | 0       | 0       | 0            | 0            | 0            | 12     | 9      | 3      |
| Totale       | -     | 0       | 0       | 0       | 0            | 0            | 0            | 12     | 9      | 3      |

G = partite giocate; V = partite vinte; P = partite perse